# 水野金平
水野 金平（みずの きんぺい、1929年1月12日 - ）は、日本の実業家。 ホーユー代表取締役社長や、同社代表取締役会長、日本ヘアカラー工業会会長を務めた。

## 人物・経歴
ホーユー創業者水野増次郎の四男として生まれ、愛知県第一中学校（現愛知県立旭丘高等学校）を経て、名古屋大学経済学部卒業。1959年から朋友商会代表取締役社長を務め、1964年にはホーユーへの商号変更を行った。1987年日本ヘアカラー工業会会長。1997年ホーユー代表取締役会長。平成13年度春の叙勲で勲四等瑞宝章受章。